# Lloyd Sherr
Lloyd Sherr také Max Raphael (* 28. února 1956 Los Angeles) je americký herec, komik a dabér, který propůjčil svůj hlas mnoha postavám v animovaných filmech, televizních pořadech a videohrách.
Narodil se v Los Angeles. V 15. letech začal při cestách po Kalifornii účinkovat ve stand-upech. V roce 2011 nadaboval Fillmoru (bojovou loď) v animovaném filmu Auta 2.